# St. Margrethen
St. Margrethen, schweizerdeutsch Zsàmmagreeta, ist eine Ortschaft und politische Gemeinde in der Region und im Wahlkreis Rheintal im Kanton St. Gallen in der Ostschweiz.

## Geographie

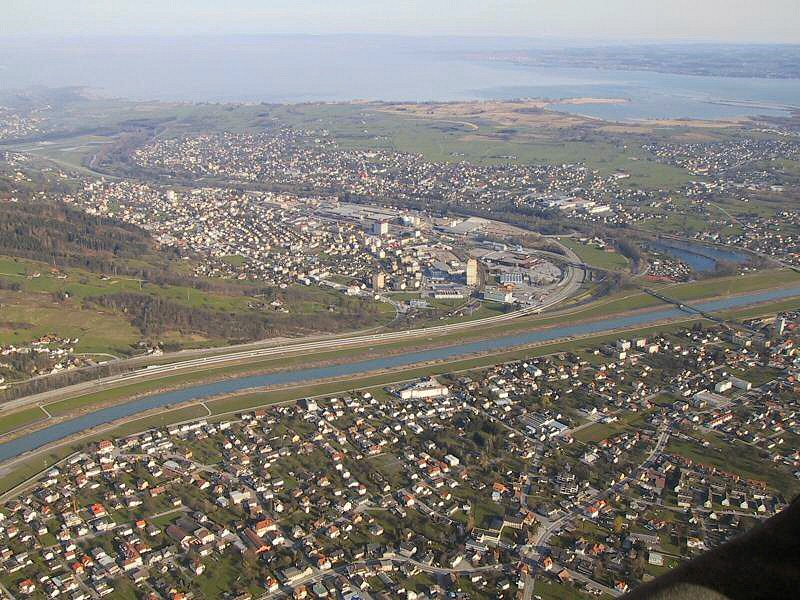
Luftbild von St. Margrethen (2004). Siedlungskern in der Bildmitte. Mitte rechts das Bruggerhorn. Mitte links der Heldsberg. Oben links der Eselschwanz am Alten Rhein. Unten im Bild die österreichische Gemeinde Lustenau. Dazwischen: Rhein, A13 und Binnenkanal

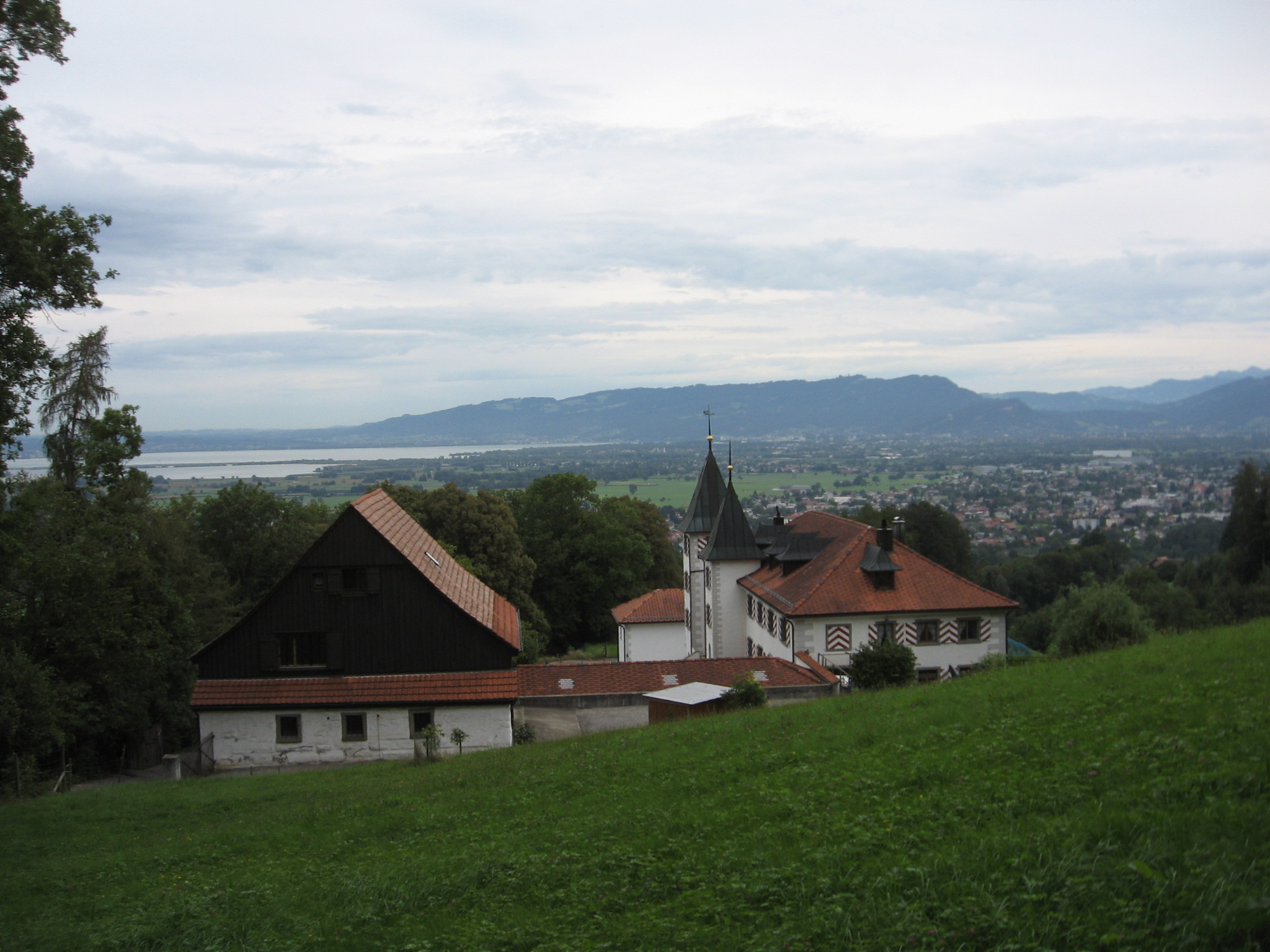
Schloss Weinberg St. Margrethen von Südwesten aus gesehen. Im Hintergrund die Gemeinde und über dem Schloß der Pfänder.

St. Margrethen liegt am Ende des Rheintals, am Ufer des Alten Rheins.
Die Gemeinde befindet sich zwischen St. Gallen und Bregenz direkt an der schweizerisch-österreichischen Grenze nahe dem Dreiländereck D-A-CH.
Der Alte Rhein bildet die Grenze zwischen Österreich und der Schweiz. Das Gemeindegebiet teilt sich, neben dem Siedlungskern, in verschiedene Gebiete unterschiedlicher geographischer Eigenschaften auf. Im Osten, an der Grenze zu Au, befindet sich der Heldsberg mit dem Festungsmuseum sowie das Bruggerhorn. Im Süden, an der Strasse Richtung Walzenhausen, erhebt sich der Schäflisberg, der vorwiegend im Villa-Stil erstellte Häuser aufweist. Der Weinberg ist Standort des historischen Schlosses Weinberg. Dazwischen befinden sich das Quartier Heubüchel und die Burghalde. Im Westen, vom Ortskern weit entfernt, liegt der Weiler Ruderbach, welcher erschliessungstechnisch mehr mit Rheineck verbunden ist denn mit St. Margrethen selbst. Dort befindet sich auch die ehemalige Talstation der Bergbahn Rheineck–Walzenhausen, die auf dem Gemeindegebiet von St. Margrethen erstellt wurde. Das Gebiet zwischen Ruderbach und dem Siedlungskern heisst Romenschwanden. Im Norden davon erstreckt sich das Naherholungsgebiet am Eselschwanz, welches ein Teil des Alten Rheins ist und ein Naturschutzgebiet aufweist. Der Siedlungskern von St. Margrethen befindet sich zwischen der Hauptstrasse 13 (Süden) und der A13 (Norden) im Bereich zwischen Bruggerhorn (Osten) und Romenschwanden (Westen).
Nachbargemeinden sind Au SG und Rheineck im Kanton St. Gallen, Walzenhausen im Kanton Appenzell Ausserrhoden sowie Gaißau, Höchst und Lustenau in Vorarlberg.

### Flächenbilanz
St. Margrethen wies 2009 gesamthaft 686 ha Gemeindefläche aus. Künstlich angelegte Flächen beliefen sich auf 231 ha. Davon waren 112 ha befestigte Flächen, 54 ha Gebäude, 35 ha Rasen, 19 ha Bäume auf künstlich angelegten Flächen, 8 ha gemischte Kleinstrukturen, 2 ha Treibhäuser und 1 ha Beetstrukturen. Die Gras- und Krautvegetation nahm 183 ha in Anspruch. Die Fläche der Gebüschvegetation betrug 15 ha, 8 ha Gebüsch, 4 ha Reben und 3 ha verbuschte Flächen. Die Baumvegetation erstreckte sich über 213 ha. Davon waren 165 ha geschlossene Baumbestände, 17 ha lineare Baumbestände, 13 ha Waldstreifen, 11 ha Baumgruppen, 4 ha aufgelöste Baumbestände und 3 ha Waldecken. Wasser- und Feuchtflächen erstreckten sich über 36 ha, die vegetationslose Fläche betrug 8 ha.

## Bevölkerung
| Bevölkerungsentwicklung | Bevölkerungsentwicklung | Bevölkerungsentwicklung | Bevölkerungsentwicklung | Bevölkerungsentwicklung | Bevölkerungsentwicklung | Bevölkerungsentwicklung | Bevölkerungsentwicklung | Bevölkerungsentwicklung | Bevölkerungsentwicklung | Bevölkerungsentwicklung | Bevölkerungsentwicklung |
| ----------------------- | ----------------------- | ----------------------- | ----------------------- | ----------------------- | ----------------------- | ----------------------- | ----------------------- | ----------------------- | ----------------------- | ----------------------- | ----------------------- |
| Jahr                    | 1468                    | 1798                    | 1850                    | 1900                    | 1910                    | 1950                    | 2000                    | 2005                    | 2010                    | 2015                    | 2019                    |
| Einwohnerzahl           | 268                     | 1011                    | 1129                    | 1944                    | 3383                    | 3571                    | 5285                    | 5314                    | 5568                    | 5792                    | 5960                    |
| Quelle                  |                         |                         |                         |                         |                         |                         |                         |                         | [ 7 ]                   | [ 7 ]                   | [ 7 ]                   |

St. Margrethen hatte aufgrund seiner Grenzlage schon in der Vergangenheit einen erhöhten Ausländeranteil. Im Jahre 2010 beträgt der Ausländeranteil St. Margrethens über 44 %. Der Grossteil der Ausländerinnen und Ausländer in St. Margrethen stammt aus dem Balkan, vor allem aus dem Kosovo, aus Nordmazedonien, Bosnien und Herzegowina und Serbien. Daneben gibt es auch eine Minderheit aus der Türkei, die die Moschee des Ortes betreibt.

## Wirtschaft

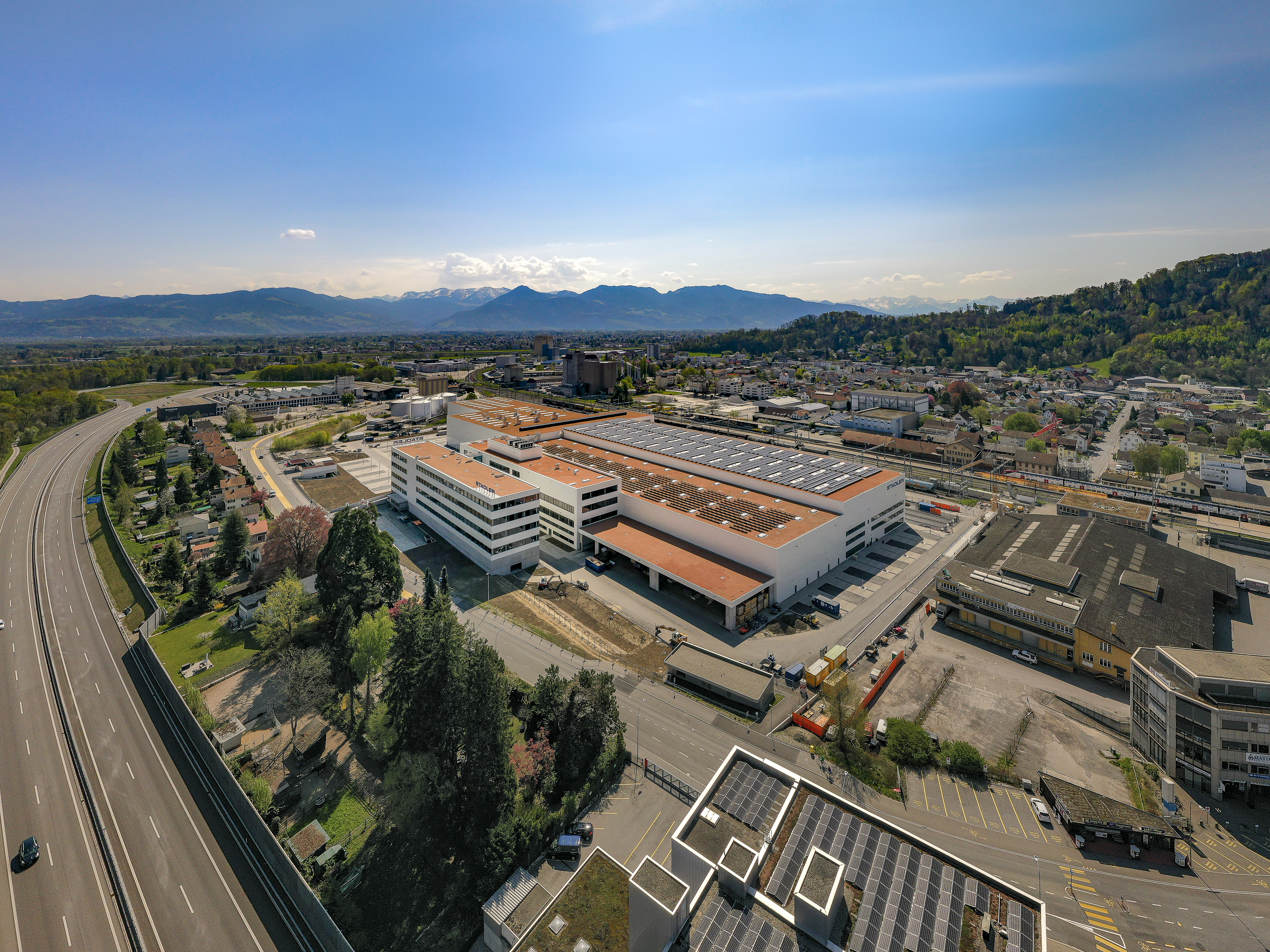
Werk von Stadler Rail in St. Margrethen

Durch die Lage von St. Margrethen am nördlichen Ende des Rheintales mit seinen wichtigen Alpenpässen und die Nähe zur Mündung des Rheines in den Bodensee war St. Margrethen stets wichtiger Standort für Transport- und Logistikunternehmen. Zurzeit haben einige Transportunternehmen und Logistikzentren ihren Standort oder eine Niederlassung in St. Margrethen. Das grösste Zollfreilager der Region befindet sich gegenüber dem Bahnhof.
Die Grenzlage erklärt auch das Vorhandensein der schweizerischen Banken wie UBS, Raiffeisen Bank, St. Galler Kantonalbank sowie regionaler Finanzinstitute wie Alpha Rheintal Bank, Rowena Bank und Volksbank AG.
Mit über 300 Mitarbeitern ist die Bauwerk Parkett AG der grösste Industrie-Arbeitgeber der Gemeinde St. Margrethen. In der Bauwirtschaft sticht die Gautschi Gruppe als überregional tätiges Unternehmen aus der Masse der vielen kleinen Bauunternehmungen des Rheintals hervor. Im Nordosten von St. Margrethen befindet sich der Rheinpark, der das grösste Einkaufszentrum der Region auf Schweizer Seite ist.
Der Schienenfahrzeughersteller Stadler Rail verlagert sein Kompetenzzentrum für Doppelstocktriebzüge von Altenrhein nach St. Margrethen. Es entsteht ein neues Produktionswerk unmittelbar nördlich des Bahnhofs, auf dem 65'000 Quadratmeter grossen Altfeldareal, welches derzeit der HIAG Immobilien AG gehört. Ab 2020 wird der Zughersteller mit geplanten 900 Mitarbeitern grösster Arbeitgeber der Gemeinde St. Margrethen sein.

### Verkehr
St. Margrethen liegt an dem bereits von den Römern genutzten Nord-Süd-Verkehrsweg über den Splügenpass. Im Jahre 1858 wurde die Rheintallinie über Sargans und Landquart nach Chur eröffnet, und durch die 1872 eröffnete Bahnstrecke St. Margrethen–Lauterach nach Österreich erlangte St. Margrethen auch einen internationalen Eisenbahnanschluss. Ein von der Ostschweiz gewünschter Splügen-Eisenbahntunnel wurde trotz entsprechender Zusagen aus der Hauptstadt Bern nie in Angriff genommen. Mit der Eröffnung des Gotthardtunnels und der Gotthardbahn im Jahre 1882 verlor der Verkehrsweg durch St. Margrethen an Bedeutung.
Mit der Eröffnung des San-Bernardino-Strassentunnels im Jahre 1967 und der Inbetriebnahme des Gotthard-Strassentunnel im Jahre 1980 wurde das Rheintal wieder wichtige Nord-Süd-Transversale und St. Margrethen wichtige Grenzstelle für den Verkehr. Da von dort bis nach Bregenz (Österreich) eine Lücke im Autobahnnetz der beiden stark frequentierten Strecken Zürich–München bzw. München–Mailand besteht, ist der Zoll St. Margrethen oft überlastet, und es kommt dort häufig zu Staus.

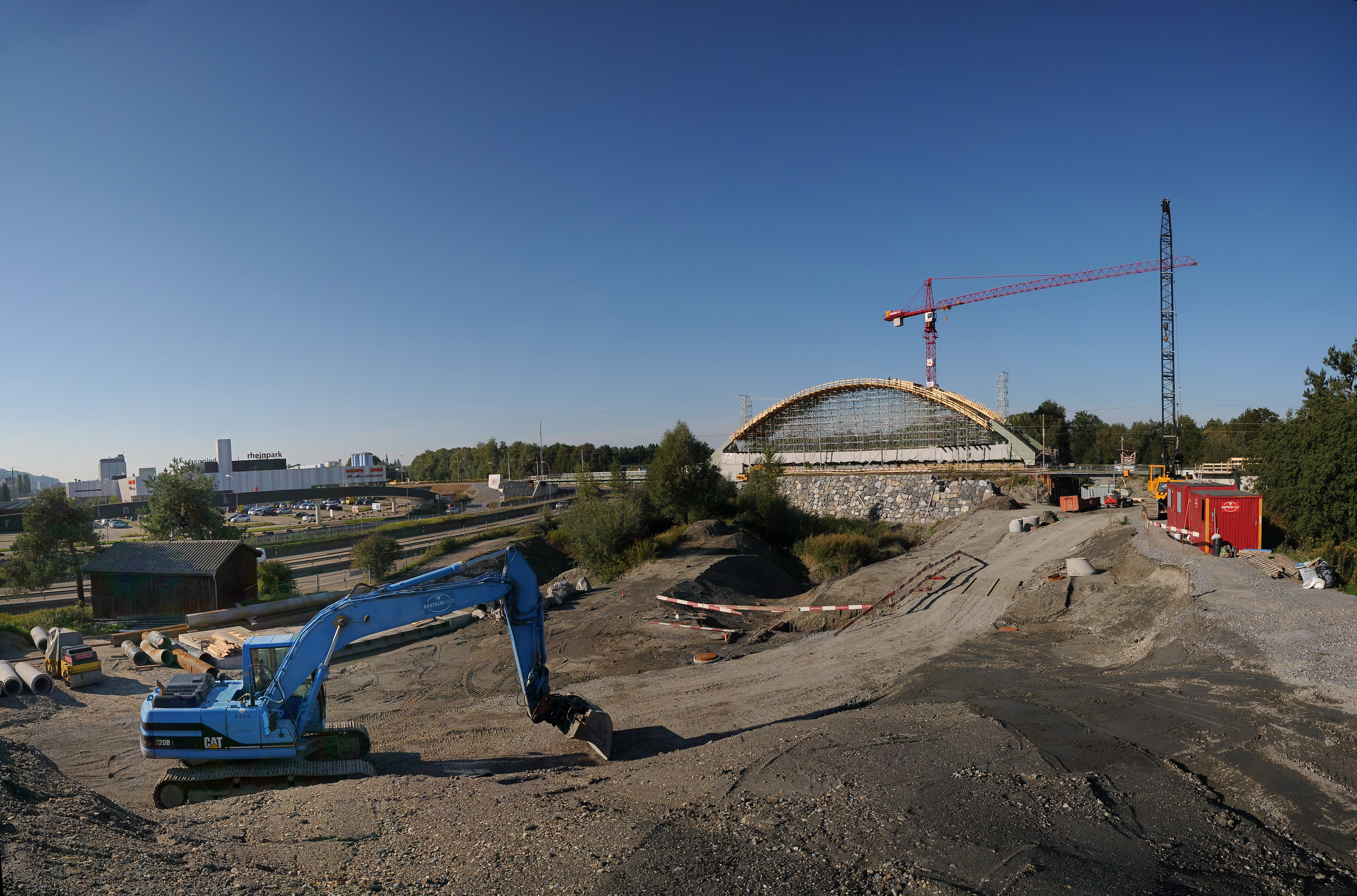
Baustelle für die 2013 fertiggestellte Bahn-Brücke über die Autobahn

Nach fast zweimonatiger Sperrung infolge Streckenausbaus wurde am 23. März 2013 die ÖBB-Infrastruktur-Strecke von St. Margrethen über Lustenau nach Lauterach wieder in Betrieb genommen. In diesem Zusammenhang sind zwei Stabbogenbrücken im Bereich Bruggerhorn gebaut worden, die ÖBB-Rheinbrücke Lustenau über den Rhein und eine über die A1, kurz bevor diese in die A13 übergeht. Der Abschnitt St. Margrethen–Bregenz ist Teil der HGV-Strecke München–Zürich.
Der Bahnhof St. Margrethen ist Halt von Regionalzug-, InterRegio- und EuroCity-Express-Verbindungen der Schweizerischen Bundesbahnen, der Österreichischen Bundesbahnen und der Deutschen Bahn.
Der Flugplatz St. Gallen-Altenrhein ist 10 km entfernt und bietet täglich mehrere Linienflüge nach Wien-Schwechat an. Der Flughafen Zürich (Kloten) ist 110 km und der Flughafen München 225 km entfernt.

## Geschichte

### Altertum
St. Margrethen war schon zu Zeiten der Römer ein wichtiger Verkehrsknoten zu den historisch bedeutsamen Alpenpässen Splügen, Julier, Septimer und San Bernardino. Auf dem Gemeindegebiet lag wohl der Flussübergang der Römerstrasse Bregenz–Arbon.
Das auf der Tabula Peutingeriana erwähnte Ad Rhenum wird von der neueren Forschung in St. Margrethen und nicht in Rheineck vermutet.
Die römische Ansiedlung stand unter der Oberverwaltung von Brigantium/Bregenz.
Zu den frühgeschichtlichen Funden in St. Margrethen zählen ein jungsteinzeitliches Steinbeil und ein spätbronzezeitliches Griffzungenschwert.

### Mittelalter und Neuzeit

Luftbild von Walter Mittelholzer, 1924

Im Mittelalter bildeten St. Margrethen und Walzenhausen den linksrheinischen Teil des Reichshofs Höchst (808 Hostadio). Dieser gehörte zum Rheingau, als dessen Westgrenze 890 der Eichenbach (Töbelibach) nahe Rheineck bezeichnet wurde. Die Rechtsnachfolger der Rheingaugrafen – rechts des Rheins ab 1390 die Herzöge von Österreich, links des Rheins 1490–1798 die eidgenössischen Orte – übten die hoheitlichen Rechte aus. Niedergericht, Grundherrschaft und Kollatur unterstanden im ganzen Reichshof der Abtei St. Gallen, die das Gebiet mit zwei Burgen sicherte. Die 1271 errichtete Burg Heldsberg wurde 1405 von den Appenzellern zerstört. Burg Grimmenstein, vor 1254 erbaut, war mit dem Niedergericht ein Lehen der gleichnamigen Herren, ab 1315 der Freiherren von Enne. 1416 schleiften Konstanzer Bürger die Burg, und 1418 erwarb die Stadt St. Gallen das Niedergericht. 1483 erlangte die Abtei wieder den vollen Besitz der Rechte, verlieh St. Margrethen eine Offnung und unterstellte den Hof (die Gemeinde) der Obervogtei Rosenberg. 1598 schieden St. Margrethen und die Appenzeller die gegenseitigen Allmendrechte aus, und 1612 teilten St. Margrethen-Höchst und St. Johann-Höchst diese untereinander auf. 1831–2002 zählte St. Margrethen zum Bezirk Unterrheintal.

### Kirche
Kirchlich war St. Margrethen eine Filiale von St. Johann-Höchst. Die Kirche St. Margaretha wurde im 10. Jahrhundert gebaut, 1384 erstmals erwähnt sowie 1406 als Pfarrei genannt und erweitert. Ab 1531 wurde sie paritätisch genutzt, seit 1874 dient sie als katholische Friedhofskirche. 1638 löste sich Walzenhausen von St. Margrethen und gründete eine eigene reformierte Kirchgemeinde. In St. Margrethen entstanden 1804 eine reformierte und 1910 eine katholische Kirche.

### Wirtschaft

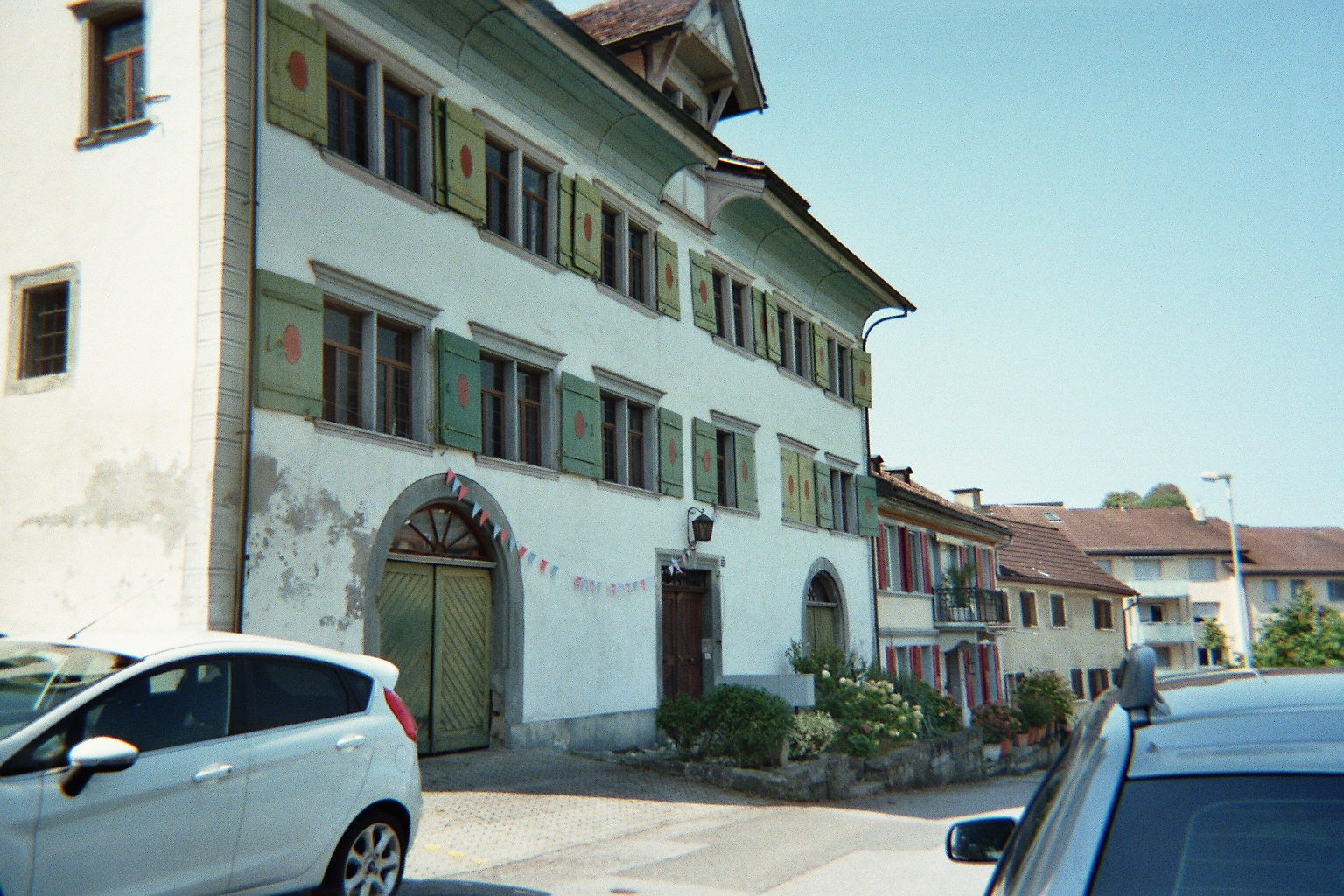
Brüggershof

Das Dorf St. Margrethen entfaltete sich in der Rheinebene mit der typischen, lockeren Hofraumstruktur der Rheindörfer. Acker- und Obstbau, Fischerei, textile Heimproduktion, Sandsteinbrüche sowie Wasser- und Landspedition boten Arbeit. Die ab dem Spätmittelalter belegte Fähre zwischen St. Margrethen und Höchst wurde 1870 durch eine Brücke ersetzt. Die Rebgüter im Hügelgebiet gehörten bis ins 19. Jahrhundert Bündner und St. Galler Patriziern sowie dem Spital- und Schaffneramt der Stadt St. Gallen. Bauzeugen sind u. a. die Schlösschen Vorburg (Neubau von 1602) und Bergsteig (1606) sowie der Brüggershof (1586), der im 17. und 18. Jahrhundert die Faktorei der Schollberger Schifffahrt beherbergte. Vom 16. Jahrhundert an wuchs die Hochwassergefahr, die durch den grossen Rheinmäander verstärkt wurde; aber St. Margrethen lehnte die ab 1792 projektierten Flusslaufverkürzungen ab. Erst 1900 beendete der Fussacher Durchstich die Gefährdung.

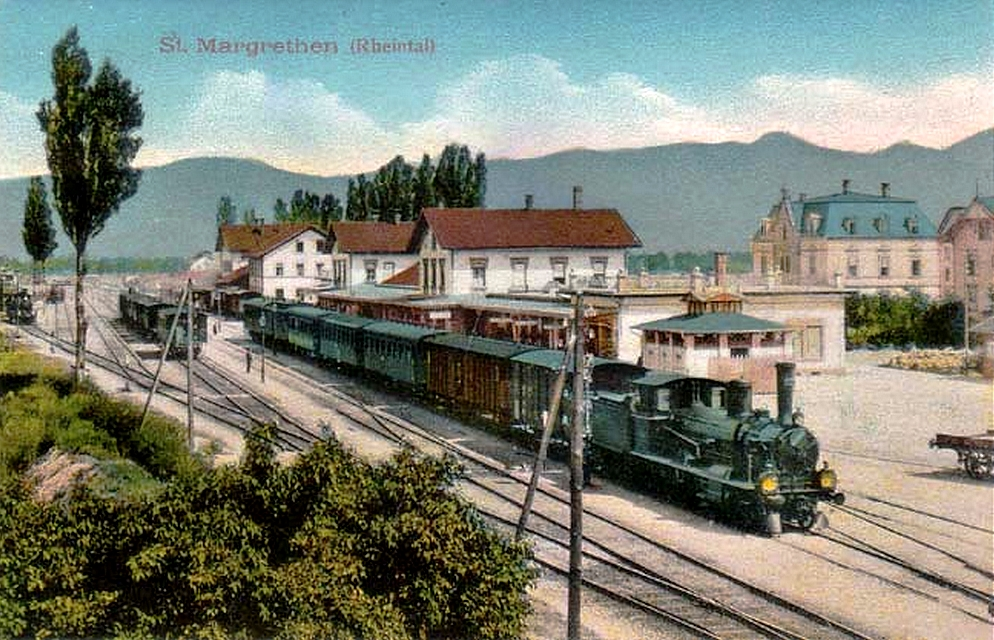
Bahnhof St. Margrethen um 1910

Im 19. Jahrhundert förderten die 1825–1828 erbaute Staatsstrasse durch das Dorf St. Margrethen, der Anschluss ans Eisenbahnnetz 1858 und die Bahnverbindung nach Österreich 1872 die Entwicklung. Die Industrialisierung verlieh dem Ortsbild um den Bahnhof städtische Züge. Neben die bis 1920 dominierende Maschinenstickerei traten u. a. die HIAG Holzindustrie AG (1876 gegründet), die Lackfabrik Fey & Cie. (1902), die Rheintalische Gasgesellschaft (1903–1969 Produktion), der Import und Markt von Bauholz und Schlachtvieh sowie Banken und Speditionsfirmen. 1938–1940 entstand die Grenzfestung Heldsberg, die 1993 in ein Festungsmuseum umgewandelt wurde. Dank der 1964 eröffneten Nationalstrasse A1/A13 und seiner Grenzlage erfuhr St. Margrethen einen Aufschwung, der sich in einem Bevölkerungswachstum (2010 Ausländeranteil von 44 %) und der Ansiedlung von Unternehmen, u. a. aus der Logistik- und Dienstleistungsbranche, niederschlug. Zudem öffnete 1974 das Einkaufszentrum Rheinpark seine Tore. 2010 war die 1944 gegründete Bauwerk Parkett AG der grösste Arbeitgeber der Gemeinde.

## Kultur und Sehenswürdigkeiten

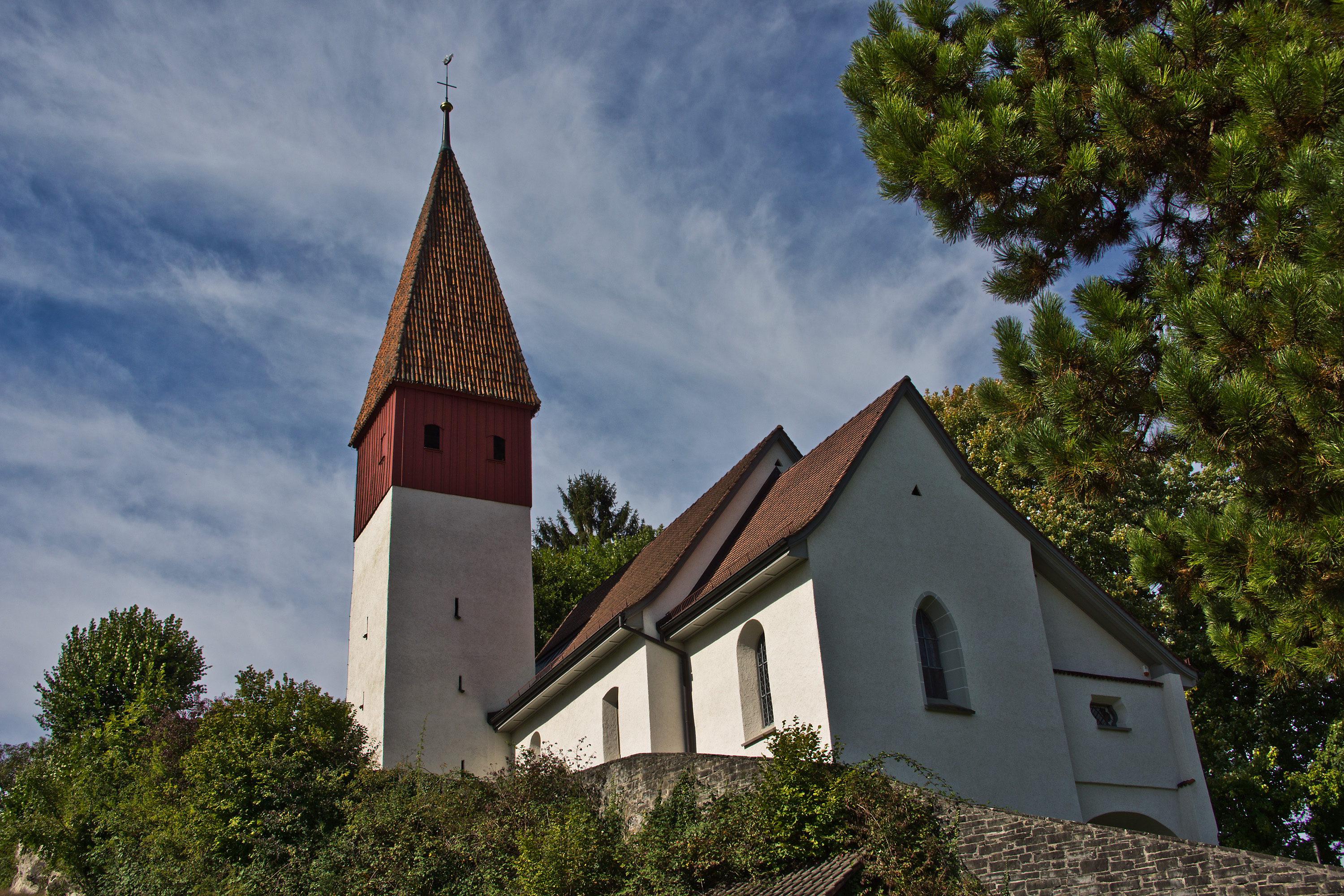
Alte Kirche St. Margrethen. Die Entstehung einer ersten Kapelle hier könnte ins Jahr 1146 zurückgehen, schreibt Johannes Huber in seinem Kunst- und Kulturführer 1999.

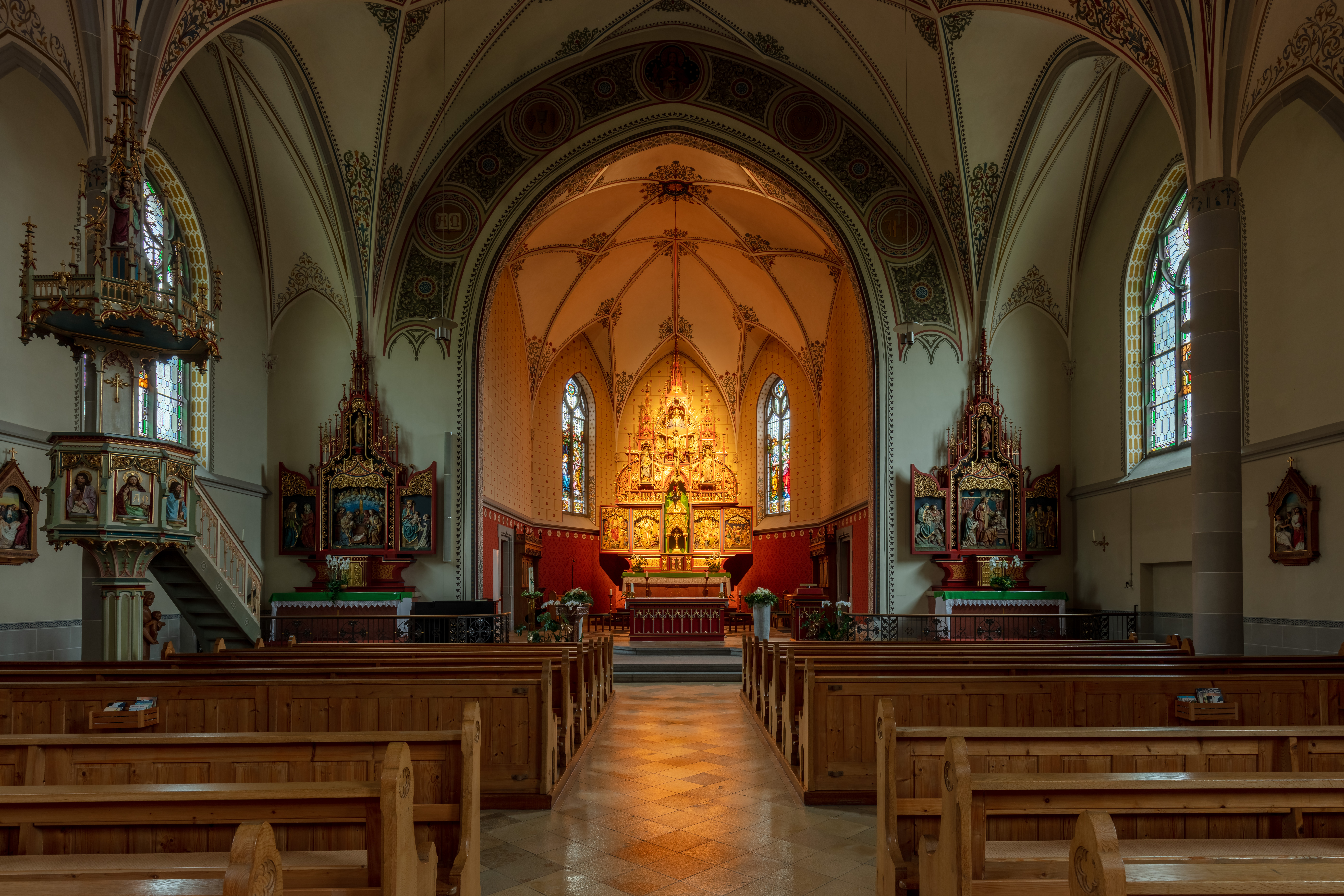
Katholische Kirche St. Margrethen

- Markant ist die auf einem nach drei Seiten steil abfallenden Felssporn befindliche Burgruine Grimmenstein aus dem Mittelalter. Darüber hinaus existiert die ehemalige Festungsanlage Heldsberg, ein Artillerie-Fort aus der Zeit vor dem Zweiten Weltkrieg (gebaut 1938–1940), das heute als Festungsmuseum betrieben wird, neben weiteren gut erhaltenen Schlössern, Edelsitzen und Gutshöfen aus der Zeit, als St. Margrethen noch mit dem Kloster St. Gallen verbunden war.
- Am nordwestlichen Dorfrand steht auf einem Hügelzug-Ausläufer des Appenzeller Vorderlandes die alte Kirche St. Margaretha. Sie steht auf der Liste der Kulturgüter von nationaler Bedeutung im Kanton St. Gallen (A-Objekte), KGS-Nr. 8358.
- Das Schloss Weinberg erreicht man am besten mit der Bergbahn Rheineck–Walzenhausen (Haltestelle Hof).

## Persönlichkeiten

### Töchter und Söhne der Gemeinde
- Willi Rohner (1907–1977), Politiker (FDP)
- Raffael Ganz (1923–2004), Schriftsteller
- Albert Lampert (1930–2019), Architekt
- Roland Zöffel (* 1938), Radrennfahrer
- Sepp Zellweger (* 1963), Kunstturner und 24-facher Schweizermeister, Teilnehmer an 2 Olympischen Sommerspielen, 3 Weltmeisterschaften und 3 Europameisterschaften[12]